# Conde de la Maza (ganadería)
Conde de la Maza era el nombre con el que se conoció a la ganadería brava de los Herederos del Excmo. Sr. Conde de la Maza, fundada en 1953 por Leopoldo Sainz de la Maza y Falcó, II conde de la Maza, y que perteneció a la Unión de Criadores de Toros de Lidia. Las reses de este hierro pastaban en la finca "Cortijo Arenales", en el término municipal de Morón de la Frontera (Sevilla).
La ganadería tomó antigüedad tras haber lidiado en Plaza de toros de Las Ventas una novillada completa que estoquearon Luis Barrero, Curro Ortuño y Óscar Cruz.  En 2018, el responsable del hierro, Leopoldo Sainz de la Maza, hijo del fundador, daba a conocer la decisión de disolver la ganadería, eliminando las reses de las que disponía y vendiendo algunos lotes que aún permanecían en su poder.

## Historia de la ganadería
En 1953, el II conde de la Maza decide impulsar la creación de una ganadería y para ello adquiere un lote de reses a María López de Tejada, de origen Vistahermosa por la línea de Barbero de Utrera. En 1966, añade sementales del marqués de Villamarta y más tarde, en 1977, se hace con un lote de vacas y dos sementales de la ganadería El Toril, propiedad del empresario José Luis Martín Berrocal, de origen Núñez; eliminando parte de lo anterior. Desde entonces, la selección realizada y sin más cruces de sangre ni refresco con otras sangres, llevó a crear un fenotipo particular y diferenciado, considerado por la Unión de Criadores de Toros de Lidia, como un encaste propio.

### Características
Los toros del Conde de la Maza proceden, directamente, del encaste Núñez tras la adquisición realizada en 1977 y con la que renovó el origen genético de la ganadería. De esta manera, y según lo establecido por la legislación vigente, los toros de este hierro estuvieron caracterizados por las siguientes particularidades:
- Ejemplares elipométricos, brevilíneos y con predominio de perfiles rectos y algunos subcóncavos.
- Reses terciadas, bajas de agujas, finas de piel y en la cabeza destacan las encornaduras finas desde la cepa y de bastante longitud, acapachadas con frecuencia, y con pitones destacados.
- Toros con cuello más bien largo y de morrillo bien desarrollado. La línea dorso-lumbar puede ser ensillada, y tienen la grupa redondeada, con nacimiento de la cola ligeramente levantado y las extremidades son cortas.
- Predominio de pintas negras, coloradas en toda su variedad, castañas y tostadas, dándose también cárdenas y ensabanadas. Ocasionalmente aparecen algunas sardas y salineras. Los accidentales más destacables que acompañan a dichos pelajes son el listón, el chorreado, el jirón, el salpicado, ojo de perdiz, bociblanco y lavado, siendo muy típicas las particularidades en forma de manchas blancas.

### Toros destacados
- Farrucoso, número 38, tostado entrepelado, de 569 kg, lidiado el 20 de junio de 2014 en la Plaza de toros de Sevilla por Pepe Moral, al que le cortó las dos orejas.[6]

### Sanfermines

#### 1981
El debut de la ganadería de Leopoldo de la Maza en la Plaza de toros de Pamplona tuvo lugar el 13 de julio de 1981. Los toros llegaban a la capital navarra en sustitución de la corrida prevista de Martínez Uranga, que fue rechaza al completo por falta de trapío.
Los toros del Conde de la Maza fueron lidiados esa tarde por Francisco Ruiz Miguel, Emilio Muñoz y Juan Antonio Ruiz Espartaco. Al  respecto, como señalaba el periodista Vicente Zabala, "venía una corrida muy bonita, muy en el tipo de Núñez, pero astifina, o sea, los pitones sin arreglar, sin manipulaciones fraudulentas de ningún tipo. Caras serias, hechuras de toros con cuajo, muy bien hechos, como dicen los taurinos en su argot". Sobre el juego de las reses, "los hermosos pupilos de Poli Maza sacaron geniecillo, embestidas altas, corto recorrido, consecuencia de unas fuerzas un tanto justas, quebrantadas desde lo alto del caballo".

#### 2015
Los toros de la ganadería del Conde de la Maza regresaron a Pamplona en 2015, para participar en los tradicionales sanfermines. Lo hacían tras 34 años de ausencia en la Feria del Toro, protagonizando por la mañana un complicado y veloz encierro, de 2 minutos y 27 segundos, que se saldó con un único herido por asta de toro. Además, la manada se fracturó en dos y permitió a los mozo correr y lucirse ante las astas de los toros sevillanos. El nombre de los toros que corrieron por las calles de Pamplona el 12 de julio de 2015 fueron: Costurito, Ondulado, Melonito, Albardón, Cerrado y Cocherón.

Por la tarde, en la plaza, los toros fueron lidiados por Eugenio de Mora, Antonio Nazaré y Juan del Álamo. La corrida no dio el juego esperando, resultando los toros mansos y complicados, sólo permitiendo a Eugenio de Mora cortar una oreja en el primero de la tarde:
Los toros sevillanos del Conde de la Maza, los de más volumen y peso de cuantos van lidiados hasta el momento en estos Sanfermines, lucieron una imponente estampa: largos, muy cuajados de carnes, musculados y con unas ofensivas arboladuras, impresionaban en cuanto aparecían en el ruedo. Otra cosa fue cuando, instantes después, tenían ya que demostrar ante capotes, puyas, banderillas y muletas lo que llevaban dentro, que en realidad fue prácticamente nada.

## Desaparición de la ganadería
En 2018, el ganadero Leopoldo Sainz de la Maza, III conde de la Maza, daba a conocer a los medios de comunicación la desaparición de la ganadería, después de haberse deshecho de las reses de las que disponía: "Hemos decidido quitar el ganado de la finca. El resto (el hierro y los derechos) siguen siendo de la sociedad. Es como si nos llevamos los tractores. Si los negocios no funcionan hay que quitarlos". Una decisión que había evidenciado años antes cuando, en 2010, manifestaba la necesidad de regenerar el sistema económico relacionado con la tauromaquia, a fin de hacer sostenible la crianza del toro bravo, como un mecanismo para hacer viable los proyectos empresariales relacionados con la ganadería brava.
La ganadería lidió su última corrida el 15 de agosto de 2018 en la localidad madrileña de Cenicientos, en ella actuaron los matadores Octavio Chacón, Alberto Lamelas y José Carlos Venegas.
Asimismo, el responsable del hierro familiar expresaba que "estoy cansado y no me apetece. Podría haberme quedado con algunas reses y lidiar de erales pero esto es imposible. Esto está como está. Los toreros quieren torear lo que quieren torear y los empresarios quieren comprar lo que quieren comprar".